# Albertville (Saskatchewan)
Pour les articles homonymes, voir Albertville (homonymie).
Albertville est un village de 86 habitants situé dans le centre de la province canadienne de la Saskatchewan à environ 25 km au nord-est de Prince Albert.
Le village d'Albertville est peuplé majoritairement de Fransaskois francophones.

## Démographie
| 2001 | 2006 | 2011 | 2016 |
| ---- | ---- | ---- | ---- |
| 132  | 110  | 140  | 142  |